# Телстар
Телстар-1 (англ. Telstar 1) или Телстар — американский искусственный спутник Земли, выведенный на орбиту 10 июля 1962. Стал первым активным спутником связи; запущенный до него в 1960 аппарат «Эхо-1» был лишь пассивным отражателем радиоволн. Телстар обеспечивал двустороннюю телефонную связь по 60 каналам или трансляцию одной телевизионной программы. Вышел из строя 21 февраля 1963, однако находится на орбите до сих пор.
Позже название «Телстар» было дано нескольким телевизионным спутникам.

## Разработка и конструкция
Создание Телстара было частью соглашения по развитию спутниковой связи, заключённого AT&T, Bell Telephone Laboratories, NASA, британскими и французскими государственными почтовыми и телеграфными службами. Собственником спутника была AT&T. Bell Telephone Laboratories построила наземную передающую станцию в городке Андовер (штат Мэн) и заключила контракт с NASA на запуск космических аппаратов. Цена запуска составляла 3 млн долларов, независимо от его результата.
Спутник был создан сотрудниками Bell Telephone Laboratories в 1960—1962 годах. Проект разработал Джон Пирс, транзисторы и солнечные батареи — Джеймс Эрли. Спутник имел сферическую форму с диаметром 88 см, весил он 77 кг. Со всех сторон он был покрыт солнечными батареями. Телстар был оснащён одной винтообразной антенной, принимавшей сигналы с земли и множеством передатчиков, расположенных по «экватору» спутника.
Помимо станции в Андовере, сигналами со спутником обменивались наземные станции в Корнуолле (использовалась BBC) и Кот-д’Арморе.

## Использование
Телстар был выведен на орбиту ракетой-носителем Дельта, запущенной 10 июля 1962 с мыса Канаверал. Он совершал один виток за 2 часа 37 минут, наклонение орбиты по отношению к плоскости экватора составляло 45°, так что вести трансатлантическую передачу сигнала спутник мог лишь 20 минут в течение витка. Перигей орбиты составлял 952 км, апогей — 5632 км.
Передача пробного телевизионного сигнала состоялась уже 11 числа. 23 июля через спутник были переданы телефонный разговор, факс, телевизионный сигнал (как прямое вещание, так и в записи). Трансатлантическую пресс-конференцию через Телстар провёл президент США Джон Кеннеди.
Накануне запуска спутника США провели подрыв ядерного заряда на большой высоте в рамках проекта Starfish Prime. Заряженные частицы, появившиеся в результате взрыва, были захвачены магнитосферой Земли, в результате чего их концентрация в искусственном радиационном поясе Земли увеличилась на 2-3 порядка. Воздействие радиационного пояса привело к очень быстрой деградации солнечных батарей и электроники спутника, в результате он прекратил работу в начале декабря 1962. В начале января удалось восстановить работу, однако 21 февраля 1963 спутник окончательно вышел из строя.

## Другие спутники, носившие имя «Телстар»
- В 1963 запущен Телстар-2[англ.].
- В 1983—1985 на орбиту были выведены аппараты Телстар 301, Телстар 302 и Телстар 303.
- В 1993 введены в эксплуатацию Телстар 401 и Телстар 402. 402-й вышел из строя в 1994, 401-й — в 1997 во время магнитной бури. В 1995 вместо 402-го был запущен Телстар 402R, позже переименованный в Телстар 4.
- В 1997 запущен Телстар 10.
- Спутники Intelsat Americas 4, 5, 6, 7, 8 и 13 первоначально носили имя Telstar, однако в 2003 были проданы владельцем Loral Skynet компании Intelsat и переименованы.

## Интересные факты
В честь Телстара был назван официальный мяч Чемпионат мира по футболу 1970 в Мексике — Adidas Telstar. При разработке дизайна мяча использовали внешний вид спутника. В свою очередь, в честь этого мяча был назван официальный мяч Чемпионата мира по футболу 2018 в России — Adidas Telstar 18.
17 августа 1962 года английская группа The Tornados выпустила инструментальный альбом «Telstar».